# Gali Sari
Gali Sari is een bestuurslaag in het regentschap Musi Banyuasin van de provincie Zuid-Sumatra, Indonesië. Gali Sari telt 1632 inwoners (volkstelling 2010).